# Dmitri Vasilenko
Dmitri Vasilenko, también conocido como Dima (Cherkessk, Rusia, 12 de noviembre de 1975-Francia, 4 de noviembre de 2019) fue un gimnasta artístico ruso, campeón olímpico en 1996 en el concurso por equipos.
Fue diagnosticado en el año 2008 de esclerosis lateral amiotrófica (ELA), una enfermedad degenerativa que le dejó paralizado y de la que no se conoce la cura, el  gimnasta falleció a los cuarenta y tres años.

## Carrera deportiva
En los JJ. OO. de Atlanta de 1996 consiguió el oro en el concurso por equipos, por delante de China y Ucrania, siendo sus compañeros de equipo: Serguéi Járkov, Alekséi Nemov, Yevgueni Podgorny, Dmitri Trush, Nikolái Kriúkov y Alekséi Voropáyev.
En el Mundial de Lausana 1997 consiguió el bronce en la competición por equipos, tras China y Bielorrusia, siendo en esta ocasión, sus compañeros: Alekséi Bondarenko, Alekséi Voropáyev, Alekséi Nemov, Yevgueni Gukov y Nikolái Kriúkov.